# Saint-Pierre-de-Salerne
Saint-Pierre-de-Salerne ist eine französische Gemeinde mit 231 Einwohnern (Stand 1. Januar 2022) im Département Eure in der Region Normandie.

## Geografie
Saint-Pierre-de-Salerne liegt am Ostrand des Lieuvin auf einer mittleren Höhe von 106 Metern über dem Meeresspiegel. Das Gemeindegebiet hat eine Fläche von 6,92 Quadratkilometern, davon sind 1,93 Quadratkilometer bewaldet. Saint-Pierre-de-Salerne liegt 49 Kilometer südöstlich von Le Havre, der nach Einwohnerzahl größten Stadt der Normandie, etwa 40 Kilometer südwestlich von Rouen, dem Sitz der Präfektur der Region Haute-Normandie, 3,7 Kilometer nordwestlich vom Kantonshauptort Brionne und ist von den Nachbargemeinden Brétigny, Neuville-sur-Authou und Berthouville umgeben. Die Weiler und Gehöfte La Baronnie, La Clos de la Savoie, La Harengère, La Vasserie, Gauville, La Mare aux Fèvres und Les Bernardières gehören zur Gemeinde. Der Bach La Croix Blanche (‚das weiße Kreuz‘) fließt durch das Gemeindegebiet.
Saint-Pierre-de-Salerne ist eine der Gemeinden im Département Eure, in denen die Gefahr sich plötzlich bildender metertiefer Löcher besteht. Die sogenannten Marnières sind alte Mergelgruben, die sich zum Beispiel nach starkem Regen öffnen können, wenn die Schuttfüllung in die Seitengänge geschwemmt wird. Im ganzen Département Eure gibt es etwa 19.000 dieser Mergelgruben. Bisher kam es in Saint-Pierre-de-Salerne allerdings nur im Dezember 1999 durch den Orkan Lothar zu Überschwemmungen und Erdrutschen.

## Geschichte
Im 11. Jahrhundert gehörte Saint-Pierre-de-Salerne Onfroi de Vieilles († um 1050), der nach der Gründung der Abtei Saint-Pierre de Préaux in Les Préaux (Eure) die Kirche von Saint-Pierre-de-Salerne der Abtei schenkte. Das Kopialbuch der Abtei Saint-Pierre de Préaux unterscheidet allerdings oft nicht zwischen Saint-Cyr-de-Salerne und Saint-Pierre-de-Salerne, sondern nennt beide Salerne beziehungsweise Salernia. 1070 schenkte Roger de Beaumont (1015–1094) die Seigneurie Saint-Pierre-de-Salerne dem Frauenkloster Saint-Léger de Préaux in Les Préaux, nachdem seine Tochter in das Kloster eingetreten war.
| Jahr | Einwohner |
| ---- | --------- |
| 1793 | 406       |
| 1806 | 572       |
| 1866 | 410       |
| 1886 | 315       |
| 1921 | 223       |
| 1975 | 162       |
| 1982 | 193       |
| 1990 | 210       |
| 1999 | 204       |
| 2008 | 249       |
| 2017 | 248       |

Im Jahre 1235 traten der Abt von Le Bec und der Prior von Beaumont-le-Roger alle ihre Rechte und Ansprüche auf den Zehnt von Saint-Pierre- und Saint-Cyr-de-Salerne ab, dazu gehörte auch das Recht auf den Zehnt der Mühle von Salerne, die sich allerdings in Authou befand. Dafür überließen die Mönche der Abtei Saint-Pierre de Préaux ihnen alle Rechte bezüglich des Zehnts von Le Tremblay-Omonville und La Neuville-du-Bosc. Dieser Tausch wurde mit dem Siegel von Guillaume Du Pont-de-L’Arche (1218–1250), dem damaligen Bischof von Lisieux, unterzeichnet. Im Jahre 1293 verzichtete der damalige Seigneur von Harcourt, Jean II. d’Harcourt, zugunsten der Abtei von Préaux auf alle Rechte, die er bezüglich der Wälder von Saint-Pierre und Saint-Cyr-de-Salerne hatte.
Laut einer Statistik aus dem 17. Jahrhundert gab es 118 Steuerpflichtige Personen in Saint-Pierre-de-Salerne. Der Abt von Préaux besaß die Baronie von Salerne, die aus den Lehen La Baronnie, La Bernardière und Herpin bestand. Das Lehen Gauville gehörte Jean-Baptiste Dundel und unterstand Brionne, Buchet gehörte Charles de Mongoubert und unterstand der Baronie von Salerne.
1793 erhielt Saint-Pierre-de-Salerne als Saint Pierre de Salerne im Zuge der Französischen Revolution (1789–1799) den Status einer Gemeinde und 1801 unter dem heutigen Namen das Recht auf kommunale Selbstverwaltung. Am meisten Einwohner (572) hatte die Gemeinde 1806.

## Kultur und Sehenswürdigkeiten

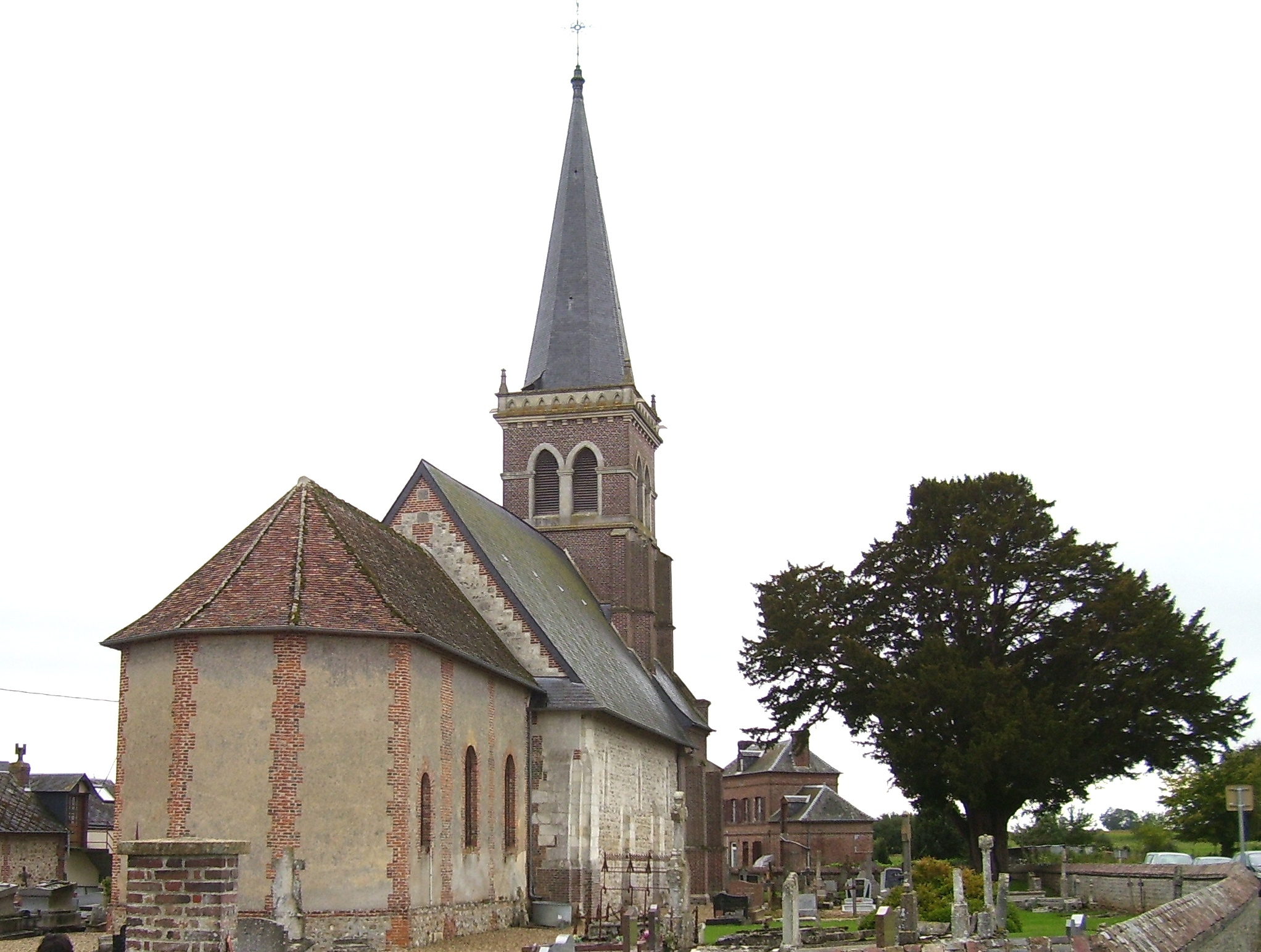
Die Kirche Saint-Pierre

Die Kirche Saint-Pierre stammt aus dem 12. Jahrhundert. Das Kirchenschiff ist romanisch und wurde im 16. Jahrhundert repariert. Der Chor wurde im 18. Jahrhundert erneuert. Im 19. Jahrhundert wurde ein neuer Glockenturm aus Backsteinen errichtet. Der Turm ist eine Kopie der Türme der Kirche Notre-Dame de la Salette in La Salette-Fallavaux. Die Kirche Saint-Pierre ist seit 1861 ein Wallfahrtsort der Notre-Dame de la Salette, einer Erscheinung von Maria, die sich am 19. September 1846 zwei Kindern in La Salette-Fallavaux gezeigt hatte. Die Wallfahrt in Saint-Pierre-de-Salerne wurde eingerichtet, nachdem die Mutter eines Pfarrers 1860 durch ein Wunder geheilt worden war.
Die Kirche Saint-Pierre verfügt über eine Sammlung von Textilien und anderen Objekten aus dem 19. Jahrhundert. Die Sammlung besteht aus liturgischen Textilien und aus dem Bestand der ortsansässigen Confrérie de charité (‚Bruderschaft der Barmherzigkeit‘), die allerdings nicht mehr aktiv ist. Die Sammlung umfasst drei Pluviale, mehrere Kaseln in römischer Bassgeigenform, zwei Prozessions-Baldachine, Schärpen, Überwürfe, Mützen und Bahrtücher. Die Überwürfe der Confrérie de charité erinnern an Kaseln und die Mützen an Birette. Weitere Ausstellungsstücke in der Kirche sind reich verzierte Prozessionskerzenständer der Confrérie de charité und ein handgenähter Padiglione aus  Seide, dessen Alter auf das späte 18. Jahrhundert geschätzt wird.

## Wirtschaft und Infrastruktur

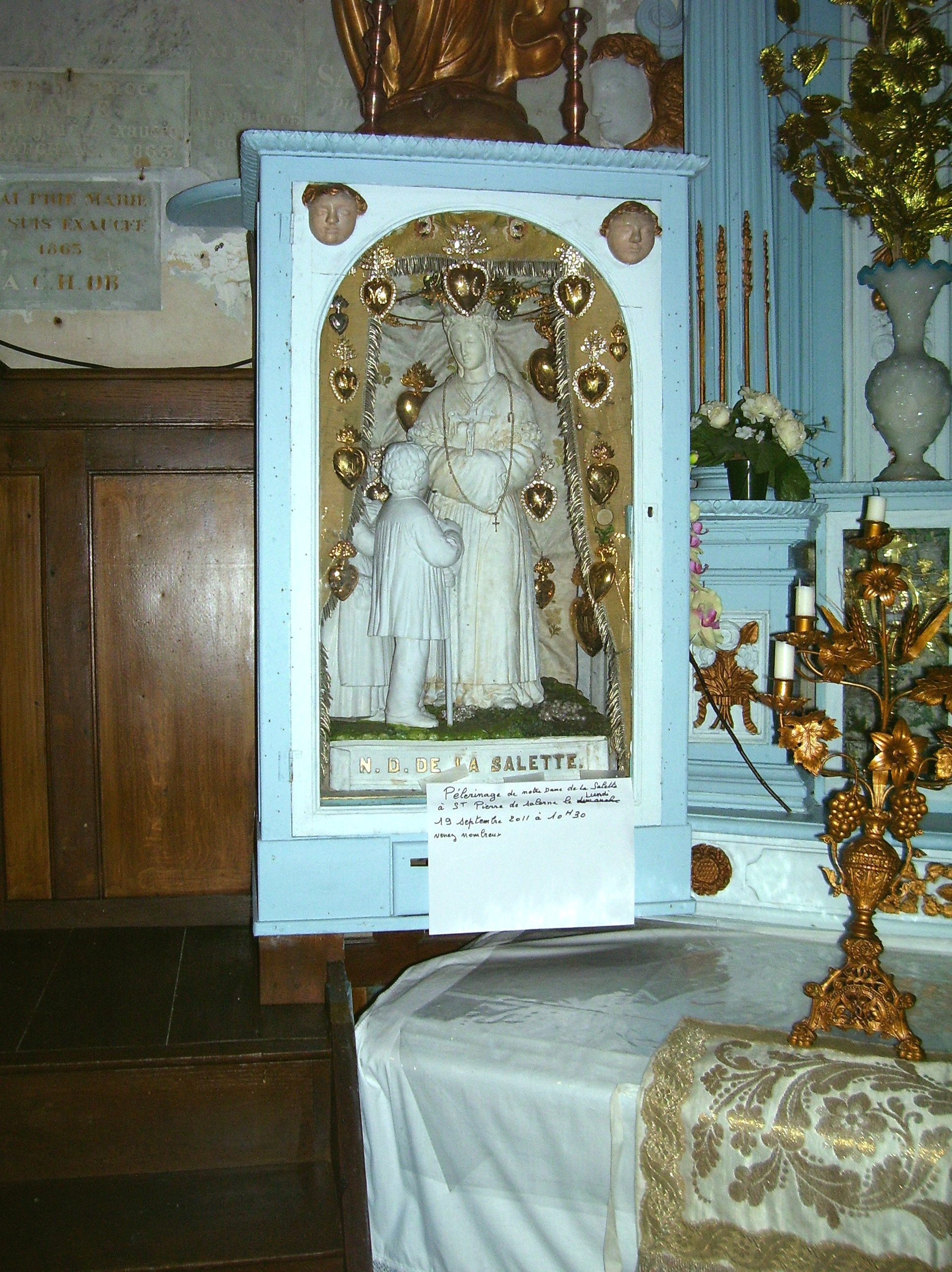
Schrein der Notre-Dame de la Salette

In Saint-Pierre-de-Salerne gibt es einen öffentlichen Kindergarten.
Im 19. Jahrhundert war die Textilherstellung ein wichtiger Erwerbszweig. Heute sind die meisten Arbeitnehmer Pendler, von 115 Arbeitnehmern sind nur 18 in Saint-Pierre-de-Salerne beschäftigt.
Auf dem Gemeindegebiet gelten kontrollierte Herkunftsbezeichnungen (AOC) für Calvados und Pommeau (Pommeau de Normandie) sowie geschützte geographische Angaben (IGP) für Schweinefleisch (Porc de Normandie), Geflügel (Volailles de Normandie) und Cidre (Cidre de Normandie und Cidre normand).
Der nächste Bahnhof liegt in Brionne. 41,4 Kilometer nordwestlich der Gemeinde liegt der nächste Flughafen, der Aéroport de Deauville – Saint-Gatien in Saint-Gatien-des-Bois, der Flughafen Rouen ist 42,1 Kilometer entfernt.